# БРЭЛЛ
Электрическое кольцо Беларуси и России (ЭК БР), ранее ЭК БРЭЛЛ (Электрическое кольцо Беларуси, России, Эстонии, Латвии, Литвы) — синхронный режим работы энергетических систем Беларуси и России (на единой частоте тока 50 Гц), сложившийся на основе соглашения от 7 февраля 2001 года и названный по первым буквам названий этих государств. Предполагает связь всех линий электропередач государств в условное Электрическое кольцо, для которого установлены общие принципы организации совместной работы, обмен электроэнергией и поддержку друг друга резервами в случае аварийных ситуаций.
С 2001 по 2025 год в БРЭЛЛ входили Латвия, Литва и Эстония.

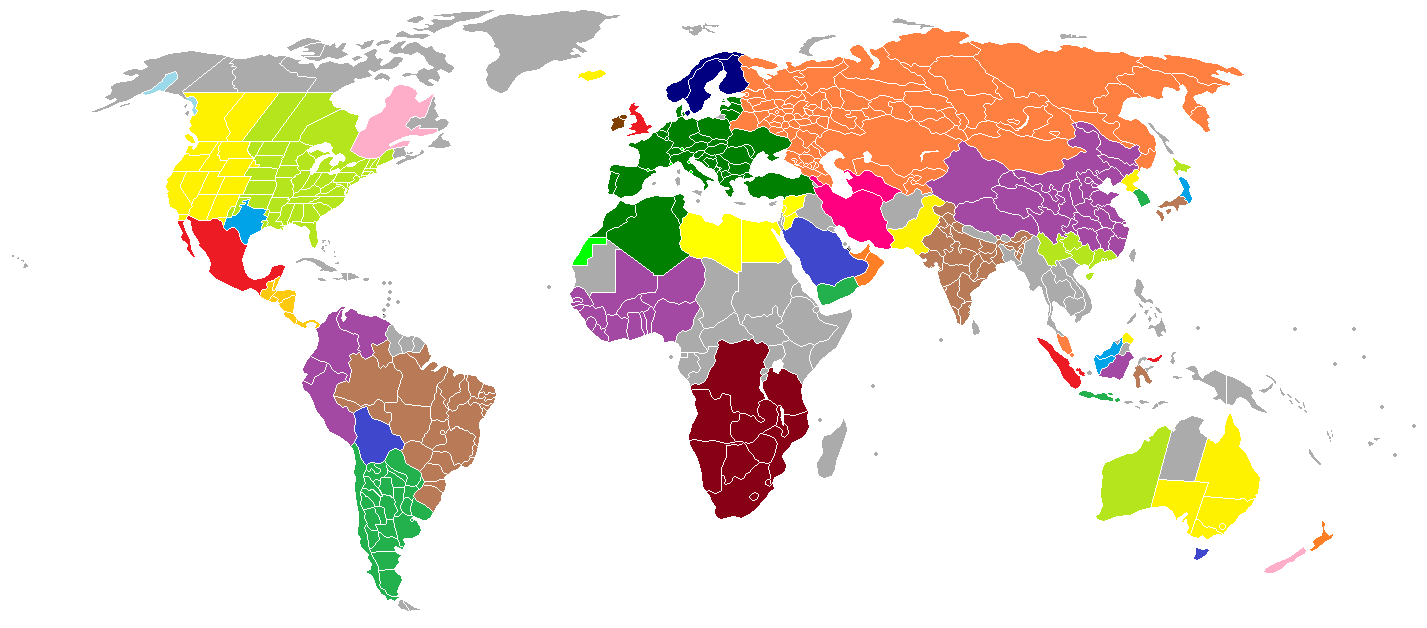
Энергосистемы мира

## Управление
Высшим органом управления Электрического кольца БРЭЛЛ является Встреча руководителей сторон соглашения об Электрическом кольце БРЭЛЛ. На этих встречах принимаются принципиальные решения по стратегическим вопросам управления работой кольца и совершенствования параллельной работы энергосистем, утверждаются нормативно-технические документы.
Комитет энергосистем БРЭЛЛ — рабочий орган, сформированный сторонами соглашения для реализации взаимодействия сторон соглашения, а также подготовки и согласования документов, регламентирующих параллельную работу энергосистем кольца.

## Стороны соглашения
Сторонами соглашения в настоящее время являются:
- ГПО «Белэнерго»
- ПАО «ФСК ЕЭС»
- АО «СО ЕЭС»

## БРЭЛЛ и Калининградская область России
Поскольку Калининградская область является субъектом-полуэксклавом Российской Федерации, полностью отделённым от остальной территории страны сухопутными границами иностранных государств и международными морскими водами, её энергосистема долгое время была связана с Единой энергетической системой России через электрические сети энергосистем стран БРЭЛЛ. В связи с неоднократно декларируемыми выходами стран Балтии из энергокольца БРЭЛЛ к 2025 году, что могло выделить Калининградскую энергосистему на изолированную от Единой энергетической системы России работу, правительство России инициировало комплекс мероприятий по обеспечению работы энергосистемы при таком сценарии. 1 марта 2018 года были введены в эксплуатацию Маяковская ТЭС в г. Гусеве и Талаховская ТЭС в г. Советске, 6 марта 2019 года — Прегольская ТЭС в Калининграде. 18 мая 2020 года был запущен первый энергоблок Приморской ТЭС в г. Светлом, в сентябре 2020 года — второй, в декабре 2020 года — третий энергоблок. Это обеспечивает безопасное функционирование энергосистемы Калининградской области в случае прекращения действия соглашения по электрокольцу БРЭЛЛ (выхода из него каких-либо стран Балтии и пр.).
25 сентября 2021 года успешно завершились третьи ежегодные натурные испытания работы региональной энергосистемы в изолированном режиме. Впервые в них было задействовано генерирующее оборудование введенной в 2020 году Приморской ТЭС. Максимальная величина потребления мощности составила 564 МВт. Автоматическое регулирование частоты последовательно осуществлялось Маяковской, Прегольской и Талаховской ТЭС.

## История

### Создание БРЭЛЛ
Соглашение о параллельной работе энергосистем Беларуси, России, Эстонии, Латвии, Литвы (БРЭЛЛ) было подписано в 2001 году и устанавливало синхронный режим работы «электрического кольца» пяти стран на единой частоте тока 50 Гц, обмен электроэнергией и поддержку друг друга резервами при аварийных ситуациях. Система осталась в наследство со времён существования СССР, при этом контролировали частоты и балансировали спрос и предложение российские операторы.

### Распад БРЭЛЛ
В начале 2017 года Центр энергетической безопасности (структурное подразделение НАТО) подготовил секретный доклад, посвященный рискам энергозависимости стран Балтии от поставок из России. В связи с этим Эстония, Латвия и Литва провели ряд консультаций и в сентябре 2017 года приняли решение о выходе из БРЭЛЛ к 2025 году.
Для реализации этого проекта активизируется импорт электроэнергии из стран ЕС (в частности, кабель из Швеции NordBalt мощностью 700 МВт, проложенный в 2016 году, обеспечивает ок. 6 % общего потребления Литвы), а также строительство собственных генераторов: например, электростанция в Аувере (Эстония), запущенная летом 2018 года и работающая на местном сырье, обеспечит 25 % общего потребления Эстонии. Активно развиваются ВИЭ-проекты. Но на 2019 год БРЭЛЛ ещё продолжал работать, а страны Балтии оставались энергодефицитным регионом. В особенно сложном положении была Латвия, которая могла стать одним из основных импортёров энергии, вырабатываемой на Белорусской АЭС.
Соглашение о синхронизации сетей с ЕС было подписано странами Балтии в Брюсселе осенью 2018 года. На июнь 2019 года были запланированы первые 12-часовые испытания. 21 июня 2019 года подписан график работ по отключению энергосистем стран Балтии от ЭК БРЭЛЛ и их синхронизации с электросетями Европы.
C мая 2022 года три балтийские страны не покупают российскую или белорусскую электроэнергию из-за нападения на Украину.
Сроки зависели от окончания проекта синхронизации Литвы и Польши, стоившего €1 млрд и намеченного на 2025 год. Для этого планировалась прокладка подводного кабеля Harmony Link, строительство синхронных компенсаторов в странах Балтии и увеличение мощности действующей LitPol Link (необходимые для этого три автотрансформатора были испытаны в 2021 году).
В 2022 года страны Балтии заключили соглашение об отсоединении до 2025 года от сети БРЭЛЛ.
16 июля 2024 года Балтийские ОТС уведомили Россию и Беларусь о непродлении соглашения BRELL и выходе из него в феврале 2025 года.
На 9 февраля 2025 года был запланирован выход из БРЭЛЛ энергосистем стран Балтии (по факту страны отключились от БРЭЛЛ на день раньше, 8 февраля 2025 года (в 9 часов 9 минут)) и 9 февраля подключились в (14 ч 05 мин) через LitPol Link к синхронной сети континентальной Европы.